# Лерос (аеропорт)
Цивільний аеропорт острів Лерос (грец. Δημοτικός Αερολιμένας Λέρου) (IATA: LRS, ICAO: LGLE) — аеропорт на острові Лерос, Греція. Аеропорт відкрито в 1984.

## Авіакомпанії та напрямки
| Авіакомпанія | Пункт призначення               |
| ------------ | ------------------------------- |
| Sky Express  | Астипалея, Калімнос, Кос, Родос |
| Olympic Air  | Афіни                           |